# Abou El Hassen
Abou El Hassen là một đô thị thuộc tỉnh Chlef, Algérie. Dân số thời điểm năm 2002 là 20.164 người.